# Conférence de New Delhi de 2002 sur les changements climatiques
Pour les articles homonymes, voir COP 8.
La Conférence de New Delhi de 2002 sur les changements climatiques, ou COP8, est la 8e Conférence des parties (d'où son acronyme) organisée par  l'Organisation des Nations unies pour le Climat. Elle s'est tenue du 23 octobre 2002 au 1er novembre 2002 à New-Delhi, en Inde, réunissant les pays signataires de la Convention-cadre des Nations unies sur les changements climatiques (CCNUCC).

## Historique
Afin de garantir un suivi efficace des dispositions de la CCNUCC au niveau international, une conférence des parties (COP) est organisée chaque année, depuis 1995, avec la participation de tous les pays parties à cette Convention.

## Organisation et déroulement

### Présidence
Le ministre de l'Environnement, des Forêts, Thalikkottai Rajuthevar Baalu, plus connu sous le nom de TR Baalu, est nommé président de la COP, simultanément à sa fonction ministérielle.

### Participants
Mille quatre cent délégués de 167 pays sont présents. Parmi les participants figure Roselyne Bachelot, ministre française de l'écologie et du développement durable.

## Objectifs et engagements
La conférence se conclut avec l'adoption de la Déclaration ministérielle de Delhi qui se concentre sur les besoins en développement des pays les plus pauvres. Aucun engagement supplémentaire n'a été pris pour réduire les émissions de gaz à effet de serre.